# زاوية مسلم
قرية زاوية مسلم هي إحدى القرى التابعة لمركز الدلنجات في محافظة البحيرة في جمهورية مصر العربية. حسب إحصاءات سنة 2006، بلغ إجمالي السكان في زاوية مسلم 3695 نسمة، منهم 1962 رجل و1733 امرأة.